# Сандигейт (стадион)
«Сандигейт» (англ. Sandygate) — стадион, расположенный в английском городе Шеффилд, графство Саут-Йоркшир. Открыт в 1804 году, в основном используется для проведения матчей по крикету и футболу. С 1860 года является домашней ареной для местного клуба «Халлам», выступающего в Лиге северных графств. Вмещает 700 зрителей.

## Об арене
Стадион получил свое нынешнее название в 1804 году от улицы Сандигейт — роуд, где в то время находился паб Plough Inn, владелец которого разрешил местной любительской крикетной команде «Hallam CC» проводить свои матчи на данной арене.
С 1860 года на стадионе «Сандигейт» стала также играть футбольная команда «Халлам».
26 декабря того же года арена стала местом проведения первого в истории футбольного матча между клубами — хозяева поля принимали «Шеффилд», одержав победу со счетом 2:0. 
Учитывая данный факт, представители Книги рекордов Гиннеса признали «Сандигейт» старейшим футбольным стадионом в мире.
В 1996 году на арене проходили съемки спортивной драмы «Штрафной» с Шоном Бином в главной роли.